# Persone di nome Svetlana
| Questa pagina contiene informazioni ricavate automaticamente dalle voci biografiche con l'ausilio del template Bio e di un bot. L'aggiornamento è periodico e automatico e ricostruisce completamente la pagina. Se manca una persona in questa lista, sei pregato di non aggiungerla, ma accertati piuttosto che la sua voce biografica contenga il template Bio e che i dati anagrafici siano correttamente compilati. Se il template Bio manca, inseriscilo tu stesso o, in alternativa, metti l'avviso {{tmp\|Bio}} che ne segnala la mancanza. Se i dati riportati sono sbagliati, correggi direttamente la voce biografica; le modifiche saranno visibili in questa lista entro pochi giorni. Per chiarimenti vedi il progetto antroponimi. La lista contiene solo le 89 persone che sono citate nell'enciclopedia e per le quali è stato implementato correttamente il template Bio. Pagina aggiornata al 16 ott 2024. |

Questa è una lista di persone presenti nell'enciclopedia che hanno il prenome Svetlana, suddivise per attività principale.

## Altiste(3)
- Svetlana Lapina, ex altista russa (n. 1978)
- Svetlana Radzivil, altista uzbeka (Tashkent, n. 1987)
- Svetlana Školina, altista russa (Jarcevo, n. 1986)

## Arciere(1)
- Svetlana Gomboeva, arciera russa (Ust'-Ordynskij, n. 1998)

## Astiste(1)
- Svetlana Feofanova, astista russa (Mosca, n. 1980)

## Astronome(1)
- Svetlana Ivanovna Gerasimenko, astronoma sovietica (Baryšivka, n. 1945)

## Attrici(7)
- Svetlana Chodčenkova, attrice e modella russa (Mosca, n. 1983)
- Svetlana Družinina, attrice, regista e sceneggiatrice sovietica (Mosca, n. 1935)
- Svetlana Toma, attrice sovietica (Chișinău, n. 1947)
- Svetlana Karpinskaja, attrice sovietica (Leningrado, n. 1937 - San Pietroburgo, † 2017)
- Svetlana Metkina, attrice e produttrice cinematografica russa (Mosca, n. 1974)
- Lanna Saunders, attrice statunitense (New York, n. 1941 - Sherman Oaks, † 2007)
- Svetlana Svetličnaja, attrice russa (n. 1940)

## Aviatrici(1)
- Svetlana Kapanina, aviatrice russa (Šchuchinsk, n. 1968)

## Biatlete(6)
- Svetlana Černousova, ex biatleta russa (Krasnojarsk, n. 1970)
- Svetlana Išmuratova, biatleta e fondista russa (Zlatoust, n. 1972)
- Svetlana Mironova, biatleta russa (Morjakovkskij Zaton, n. 1994)
- Svetlana Panjutina, biatleta russa (Usol'e-Sibirskoe, n. 1967 - † 2022)
- Svetlana Pečërskaja, ex biatleta russa (Ekaterinburg, n. 1968)
- Svetlana Slepcova, biatleta russa (Chanty-Mansijsk, n. 1986)

## Calciatrici(1)
- Svetlana Bortnikova, calciatrice kazaka (n. 1997)

## Cantanti(3)
- Seka Aleksić, cantante serba (Zvornik, n. 1981)
- Linda, cantante russa (Kentau, n. 1977)
- Svetlana Ražnatović, cantante e musicista jugoslava (Žitorađa, n. 1973)

## Cestiste(5)
- Svetlana Abrosimova, ex cestista russa (Leningrado, n. 1980)
- Svetlana Drăgușin, ex cestista rumena (Bucarest, n. 1970)
- Svetlana Kuznecova, ex cestista e allenatrice di pallacanestro russa (Mosca, n. 1965)
- Svetlana Zabolueva, ex cestista russa (Mytišči, n. 1966)
- Svetlana Zitāne, ex cestista lettone (Kuldīga, n. 1967)

## Cicliste su strada(1)
- Svetlana Bubnenkova, ex ciclista su strada russa (Iževsk, n. 1973)

## Cosmonaute(1)
- Svetlana Evgen'evna Savickaja, cosmonauta e politica sovietica (Mosca, n. 1948)

## Danzatrici(3)
- Svetlana Berëzova, ballerina lituana (Kaunas, n. 1932 - Londra, † 1998)
- Svetlana Aleksandrovna Lun'kina, danzatrice russa (Mosca, n. 1979)
- Svetlana Jur'evna Zacharova, ballerina russa (Luc'k, n. 1979)

## Dirigenti sportive(1)
- Svetlana Gladyševa, dirigente sportiva e ex sciatrice alpina russa (Ufa, n. 1971)

## Discobole(1)
- Svetla Božkova, ex discobola bulgara (Jambol, n. 1951)

## Fondiste(3)
- Svetlana Nagejkina, ex fondista russa (Tambov, n. 1965)
- Svetlana Nikolaeva, fondista russa (Krasavino, n. 1987)
- Svetlana Šiškina-Malachova, ex fondista kazaka (Serebrjansk, n. 1977)

## Ginnaste(1)
- Svetlana Chorkina, ex ginnasta russa (Belgorod, n. 1979)

## Goiste(1)
- Svetlana Shikshina, goista russa (n. 1980)

## Lottatrici(1)
- Svetlana Lipatova, lottatrice russa (n. 1993)

## Maratonete(1)
- Svetlana Zacharova, ex maratoneta russa (Atajevo, n. 1970)

## Matematiche(2)
- Svetlana Gannuškina, matematica e attivista russa (Mosca, n. 1942)
- Svetlana Jitomirskaya, matematica statunitense (Kharkiv, n. 1966)

## Medici(1)
- Svetlana Broz, medico, giornalista e insegnante bosniaca (Belgrado, n. 1955)

## Mezzofondiste(4)
- Svetlana Kitova, mezzofondista russa (n. 1960 - † 2015)
- Svetlana Kljuka, ex mezzofondista russa (n. 1978)
- Svetlana Masterkova, ex mezzofondista russa (Ačinsk, n. 1968)
- Svetlana Ul'masova, mezzofondista sovietica (n. 1953 - † 2009)

## Modelle(1)
- Svetlana Korolëva, modella russa (Petrozavodsk, n. 1983)

## Multipliste(1)
- Svetlana Moskalec, ex multiplista russa (n. 1969)

## Nuotatrici(5)
- Svetlana Babanina, ex nuotatrice sovietica (Tambov, n. 1943)
- Svetlana Kolesničenko, sincronetta russa (Gatčina, n. 1993)
- Svetlana Romašina, sincronetta russa (Mosca, n. 1989)
- Svetlana Varganova, ex nuotatrice sovietica (Leningrado, n. 1964)
- Svetlana Čimrova, nuotatrice russa (Mosca, n. 1996)

## Pallamaniste(2)
- Svetlana Anastasovska, ex pallamanista serba (Belgrado, n. 1961)
- Svetlana Dašić-Kitić, ex pallamanista bosniaca (n. 1960)

## Pallanuotiste(1)
- Svetlana Kuzina, ex pallanuotista russa (n. 1975)

## Pallavoliste(1)
- Svetlana Krjučkova, pallavolista russa (Lipeck, n. 1985)

## Pattinatrici di velocità su ghiaccio(3)
- Svetlana Bažanova, ex pattinatrice di velocità su ghiaccio russa (Čeljabinsk, n. 1972)
- Svetlana Fedotkina, ex pattinatrice di velocità su ghiaccio russa (Krasnojarsk, n. 1967)
- Svetlana Žurova, ex pattinatrice di velocità su ghiaccio russa (Pavlovo, n. 1972)

## Pesiste(1)
- Svetlana Krivelëva, ex pesista russa (Brjansk, n. 1969)

## Politiche(1)
- Svetlana Căpățînă, politica moldava (Moldavia, n. 1969 - † 2022)

## Saggiste(1)
- Svetlana Semёnova, saggista, filosofa e storica della letteratura russa (Čita, n. 1941 - Mosca, † 2014)

## Schermitrici(6)
- Svetlana Baranova-Sodatova, ex schermitrice sovietica (n. 1940)
- Svetlana Bojko, schermitrice russa (Rostov sul Don, n. 1972)
- Svetlana Čirkova, ex schermitrice sovietica (Tupner, n. 1945)
- Svetlana Kormilicyna, schermitrice russa (n. 1984)
- Svetlana Tripapina, schermitrice russa (n. 1994)
- Svetlana Ševelëva, schermitrice russa (n. 1997)

## Sciatrici alpine(1)
- Svetlana Novikova, ex sciatrice alpina russa (Elizovo, n. 1974)

## Scrittrici(3)
- Svetlana Allilueva, scrittrice sovietica (Mosca, n. 1926 - Richland Center, † 2011)
- Svetlana Velmar-Janković, scrittrice e giornalista serba (Belgrado, n. 1933 - Belgrado, † 2014)
- Svetlana Žuchová, scrittrice slovacca (Bratislava, n. 1976)

## Sollevatrici(2)
- Svetlana Carukaeva, sollevatrice russa (Vladikavkaz, n. 1987)
- Svetlana Podobedova, sollevatrice kazaka (Zima, n. 1986)

## Storiche dell'arte(1)
- Svetlana Alpers, storica dell'arte statunitense (Cambridge, n. 1936)

## Taekwondoka(1)
- Svetlana Igumenova, taekwondoka russa (Voronež, n. 1988)

## Tenniste(2)
- Svetlana Černeva, ex tennista sovietica (n. 1962)
- Svetlana Kuznecova, tennista russa (Leningrado, n. 1985)

## Tripliste(1)
- Svetlana Bol'šakova, triplista russa (Leningrado, n. 1984)

## Tuffatrici(1)
- Svetlana Filippova, tuffatrice russa (Mosca, n. 1990)

## Velociste(2)
- Svetlana Gončarenko, ex velocista russa (Rostov sul Don, n. 1971)
- Svetlana Pospelova, velocista russa (Leningrado, n. 1979)

## Senza attività specificata(2)
- Svetlana Medvedeva,  russa (Kronštadt, n. 1965)
- Svetlana Kana Radević, architetta jugoslava (Cettigne, n. 1937 - † 2000)